# Вільгельм Діхтер
Вільгельм Діхтер (англ. Wilhelm Dichter) - американський письменник польського походження,  автор трьох автобіографічних романів.

## Біографія
Діхтер народився в 1935 році в Бориславі (зараз Україна), де пережив війну. Батько помер, і він з матір'ю приїхав жити до Польщі наприкінці 1944 року. Він закінчив навчання у Варшавській політехніці, де здобув докторський ступінь машинобудування і працював до 1968 року. Антисемітська кампанія того року в Польщі дала можливість йому та його родині емігрувати через Відень та Рим, урешті-решт оселитись у США. Як експерт з балістики, він працював у Colt Firearms в підрозділі НДДКР, а згодом у Хартфорді, штат Коннектикут. У 1978 році він став фахівцем з дизайну алгоритмів обробки зображень у компанії Linotype-Hell. Він та його дружина Ола живуть у районі Бостона.

## Робота
У 1996 році авторський літературний дебют книгою «Кінь Божий» (польською: Koń Pana Boga), був номінований на найвищу літературну премію Польщі Nike. Книга, автобіографічний, літературний роман простежує життя автора з раннього дитинства, коли він дивом переживає Голокост. Книга написана без сентиментальності та з позиції дитини, якою він був у той час. Він простий і стислий, а його літературний стиль уподібнюється стилю Ернеста Хемінгуея. Незабаром книга стала потрібною для читання для старшокласників Польщі.
Друга книга Діхтера «Школа атеїстів» (Szkoła Bezbożników), опублікована у 2000 році, прослідковує життя автора після війни в новоствореній комуністичній Польщі. Це історія з віком молодої людини в культурі, яка обіцяє світле нове майбутнє. Ми слідкуємо за тим, як він переживає своє життя в елітній, світській середній школі, закохується і конфліктує з прийняттям життєвої ідеології. Він також був переможцем премії Nike.
У 2012 році обидва романи «Божий кінь» та «Атеїстична школа» були вперше опубліковані англійською мовою, перекладені Медлін Левін, професор Емерітус з Університету Північної Кароліни на Чапел-Хілл.
Його третя книга «Урок англійської мови» (польська: Lekcja Angielskiego) починається з хаосу еміграції з Польщі та розповідає про створення та пристосування до нового життя для нього та його сім’ї у США. Він був випущений у Польщі з критикою в другій половині 2010 року. Переклад цієї книги наразі триває.
Книги Діхтера, особливо перші дві, були перекладені російською, французькою, чеською, німецькою, шведською та голландською мовами.
Він також написав «Острів фізики», який не був перекладений.